# Бореев, Николай Ильич
Николай Ильич Бореев (27 февраля 1922 года, с. Кутли, Моршанский уезд, Тамбовская губерния — 11 марта 2003 года, Моршанск, Тамбовская область) — подполковник Советской Армии, участник Великой Отечественной войны, Герой Советского Союза (1944).

## Биография
Родился 27 февраля 1922 года в селе Кутли (ныне — Пичаевский район Тамбовской области) в рабочей семье. После окончания неполной средней школы поступил в педагогическое училище в Моршанске, проучился два курса. В мае 1941 года поступил в военное артиллерийское училище в Подольске.
В октябре 1941 года, будучи курсантом, участвовал в битве за Москву, после окончания которой продолжил учёбу. В ноябре 1942 года окончил училище, получил воинское звание лейтенанта и был направлен на фронт Великой Отечественной войны. Зимой 1942 года подо Мценском, во время разведки боем, заметив группу немецкой пехоты, артиллерийская батарея под командованием Николая Бореева открыла огонь по ней, что позволило сорвать планировавшийся противником контрудар. За этот бой был награждён орденом Красной Звезды.
К ноябрю 1943 года старший лейтенант Н. Бореев командовал батареей 1958-го истребительного противотанкового артиллерийского полка 41-й истребительной противотанковой артиллерийской бригады 65-й армии Белорусского фронта. Отличился во время освобождения Гомельской области Белорусской ССР.
18 ноября 1943 года у деревни Короватичи батарея попала в окружение. В течение 15 часов она сражалась с превосходящими силами противника, уничтожила 3 танка и несколько десяткой вражеских солдат и офицеров. В бою лично вёл огонь из орудий, заменяя погибших бойцов. В рукопашных схватках лично уничтожил 11 солдат противника. Несмотря на ранение, остался в строю. Когда у батареи кончились боеприпасы, сумел вывести оставшихся в живых своих подчинённых из окружения.
Указом Президиума Верховного Совета СССР «О присвоении звания Героя Советского Союза офицерскому и сержантскому составу артиллерии Красной Армии» от 9 февраля 1944 года за «образцовое выполнение боевых заданий командования на фронте борьбы с немецкими захватчиками и проявленные при этом отвагу и геройство» был удостоен высокого звания Героя Советского Союза с вручением ордена Ленина и медали «Золотая звезда» за номером 3304.
После выписки из госпиталя вернулся в свою батарею. Участвовал в освобождении стран Европы, принимал участие в штурме Берлина. Во время боёв был ещё один раз ранен. В 1946 году в звании подполковника был уволен в запас. Проживал в Моршанске, работал на местном автотранспортном предприятии, в 1971—1984 годах был его директором. В 1984 году вышел на пенсию.
Умер 11 марта 2003 года.
Был также награждён орденами Отечественной войны 1-й и 2-й степеней, Красной Звезды, а также рядом медалей.
Память
На доме в Моршанске, где он жил, установлена мемориальная доска. Имя Н. И. Бореева присвоено средней общеобразовательной школе № 2 г. Моршанска, также в его честь назван один из моршанских скверов по адресу Садовая ул., перед домом № 1.